# The Art of War
The Art of War (l'Art de la Guerra) és el cinquè àlbum del grup suec de power metal Sabaton. La temàtica d'aquest àlbum, principalment, ve marcada per les famoses escriptures de l'art de la guerra, per Sun Tzu. Així i tot, manté a més la temàtica clàssica de Sabaton, on es conten històries de fets de les dues guerres mundials.

## Llista de temes
1. Sun Tzu Says (Sun Tzu diu) – Breu introducció a l'àlbum - 0:24
2. Ghost Division (Divisió fantasma) – Sobre la divisió de tancs d'Erwin Rommel (7a Divisió Panzer) durant la invasió de França - 3:51
3. The Art of War (L'art de la guerra) – Sobre com derrotar l'enemic sense lluitar – 5:09
4. 40:1 – Sobre la batalla de Wizna - 4:11
5. Unbreakable (Indestructible) – Sobre la guerra de Guerrilles i el Vietcong - 5:58
6. The Nature of Warfare (La naturalesa de la guerra) - 1:19
7. Cliffs of Gallipoli (Els precipicis de Gal·lípoli) – Sobre la batalla de Gal·lípoli (1915) durant la Primera Guerra Mundial - 5:52
8. Talvisota (La guerra de l'hivern, en finés) – Sobre la Guerra d'Hivern durant la Segona Guerra Mundial - 3:32
9. Panzerkampf (Batalla de tancs, en alemany) – Sobre la Batalla de Projorovka, que forma part de la batalla de Kursk, en la Segona Guerra Mundial. És considerada la major batalla de tancs de la història, ja que es calcula la participació de més de 1000 tancs. - 5:16
10. Union (Slopes of St. Benedict) (Unió (Pendents de Sant Benet) – Sobre la batalla de Montecassino durant la Segona Guerra Mundial - 4:05
11. The Price of a Mile (El preu d'una milla) – Sobre la batalla de Passchendaele i les matances sense sentit de la Primera Guerra Mundial - 5:56
12. Firestorm (Tempesta de foc) – Sobre el bombardeig estratègic. Aquesta cançó també fa referència al capítol “L'atac amb foc” de L'art de la guerra - 3:26
13. A Secret (Un secret) – Cançó que tanca l'àlbum (Conte una broma per l'oient. Se l'avisa que s'ha detectat una descàrrega il·legal i que s'instal·larà spyware a l'ordinador) – 0:38

### Edició Re-Armed (2010) - Cançons Extres
1. Swedish Pagans (Pagans sueus) - 4:13
2. Glorious Land (Terra gloriosa) - 3:19
3. The Art of War (Demo preproducció) - 4:48
4. Swedish National Anthem (Himne nacional de Suècia) (Directe al Sweden Rock Festival) - 2:34

## Crèdits
- Joakim Brodén – Veu
- Rickard Sundén – Guitarra
- Oskar Montelius – Guitarra
- Pär Sundström – Baix
- Daniel Mullback – Bateria
- Daniel Mÿhr – Teclat